# HMS Zulu (F18)
«Зулу» (F18) (англ. HMS Zulu (F18)) — військовий корабель, ескадрений міноносець типу «Трайбл» Королівського військово-морського флоту Великої Британії за часів Другої світової війни.
«Зулу» був закладений 10 серпня 1936 на верфі компанії Alexander Stephen and Sons, Глазго. 7 вересня 1938 увійшов до складу Королівських ВМС Великої Британії.